# Les Deux Gosses
Les Deux Gosses je francouzský němý film z roku 1906. Režisérem je Louis Feuillade (1873–1925). Jedná se o první filmovou adaptaci stejnojmenného románu Pierra Decourcella z roku 1880.

## Děj
Hrabě Georges de Kerlor je přesvědčen o tom, že ho žena podvedla a že malý Jean není jeho syn. Nebohého chlapce svěří násilníkovi přezdívanému La Limace, který má chlapce Claudineta. Jean se přejmenuje na Fanfana a vyrůstá s Claudinetem. Oba chlapci se stanou nerozlučnými přáteli.